# Darja Jewgenjewna Dmitrijewa
Darja Jewgenjewna Dmitrijewa (russisch Дарья Евгеньевна Дмитриева, englisch Daria Dmitrieva; * 9. August 1995 in Toljatti) ist eine russische Handballspielerin.

## Karriere

### Im Verein
Darja Dmitrijewa wuchs mit einem jüngeren Bruder in einer sportlichen Familie auf; ihr Vater war Eishockeyspieler. Mit sieben Jahren begann sie das Handballspielen in ihrer Geburtsstadt beim GK Lada Toljatti. Als ihre damalige Jugendtrainerin im Jahre 2009 Toljatti verließ, wechselte sie nach Wolgograd. Hier lief die Rückraumspielerin für GK Dynamo Wolgograd auf, bei dem sie später in der höchsten russischen Liga eingesetzt wurde. Mit GK Dynamo Wolgograd gewann sie 2013 und 2014 die russische Meisterschaft und stand in der Saison 2014/15 im Final Four der EHF Champions League. Im Sommer 2015 ging Dmitrijewa zum GK Lada Toljatti zurück. Vier Spielzeiten später schloss sie sich dem russischen Erstligisten PGK ZSKA Moskau an. Im August 2019 zog sich Dmitrijewa in einem Trainingsspiel ein Achillessehnenriss zu. Erst zur Saison 2020/21 kehrte sie wieder in den Kader von ZSKA zurück. Mit ZSKA gewann sie 2021 die russische Meisterschaft. Zwischen August und Dezember 2021 pausierte sie. In der Saison 2022/23 lief Dmitrijewa auf Leihbasis für den slowenischen Erstligisten RK Krim auf, mit dem sie sowohl die slowenische Meisterschaft als auch den slowenischen Pokal gewann. Kurz nach Ende der slowenischen Meisterschaft wurde der Leihvertrag Ende Mai 2023 beendet und Dmitrijewa wirkte für ZSKA im Finale um die russische Meisterschaft mit, die der Verein gewann. Anschließend wechselte sie fest zu RK Krim. Seit dem Sommer 2024 läuft sie für den ungarischen Erstligisten Ferencváros Budapest auf.

### In Auswahlmannschaften
Dmitrijewa gewann 2011 mit Russland die U-17-Europameisterschaft. Im selben Jahr lief sie ebenfalls bei der U-19-Europameisterschaft auf. Dmitrijewa belegte mit 43 Treffern den fünften Platz in der Torschützenliste des Turniers. Im darauffolgenden Jahr errang Dmitrijewa, die 28 Treffer für die russische Auswahl erzielte, bei der U-18-Weltmeisterschaft die Silbermedaille. Ebenfalls 2012 kam sie bei der U-20-Weltmeisterschaft zum Einsatz. Die Russin gewann bei der U-19-Europameisterschaft 2013 die Goldmedaille. Zusätzlich wurde Dmitrijewa in das All-Star-Team des Turniers gewählt. Bei der U20-Weltmeisterschaft 2014 errang sie die Silbermedaille und wurde erneut in das All-Star-Team gewählt.

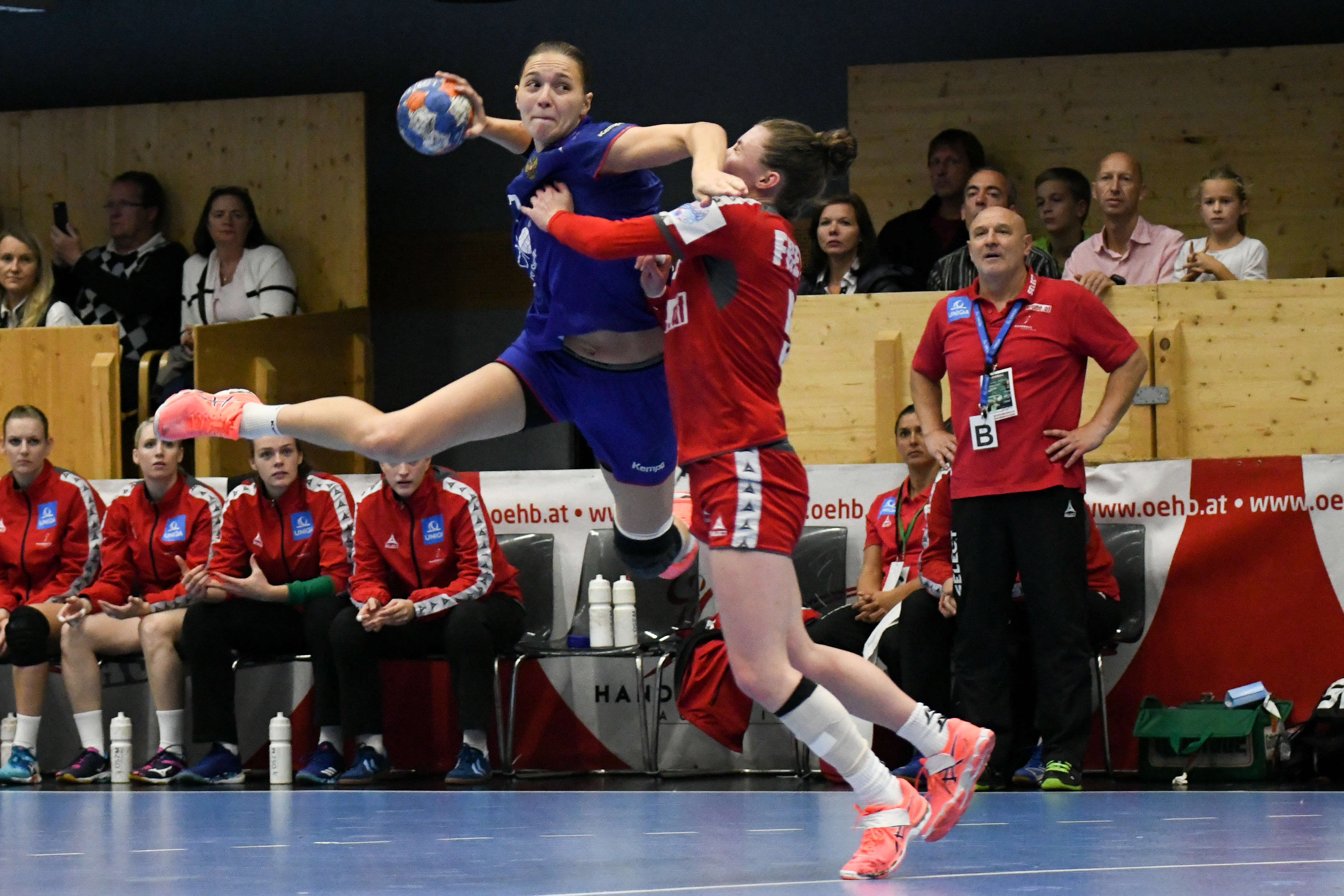
Dmitrijewa (mit Ball) im Zweikampf mit Sonja Frey

Dmitrijewa nahm im Jahr 2014 bei der Europameisterschaft 2014 erstmals mit der russischen Nationalmannschaft an einem Großturnier teil. Mit der russischen Auswahl schied sie nach der Gruppenphase aus. Auch im Folgejahr gehörte sie bei der Weltmeisterschaft dem russischen Aufgebot an, dass das Turnier auf dem fünften Platz abschloss. Ihren ersten großen internationalen Erfolg im Erwachsenenbereich gelang im Jahr 2016, als sie mit Russland die Goldmedaille bei den Olympischen Spielen 2016 in Rio de Janeiro errang. Dmitrijewa erzielte 28 Tore, gab 16 Torvorlagen und wurde in das All-Star-Team gewählt.
Nachdem Dmitrijewa mit den Russinnen sowohl bei der Europameisterschaft 2016 als auch bei der Weltmeisterschaft 2017 die Medaillenränge deutlich verpasst hatte, errang sie bei der Europameisterschaft 2018 die Silbermedaille. Nach ihrer Verletzungspause belegte sie mit der russischen Auswahl den fünften Platz bei der Europameisterschaft 2020. Mit dem russischen Aufgebot gewann sie die Silbermedaille bei den Olympischen Spielen in Tokio. Dmitrijewa erzielte im Turnierverlauf insgesamt 33 Treffer.

### Erfolge
- russische Meisterin: 2013, 2014, 2021 und 2023
- russische Pokalsiegerin: 2022
- slowenische Meisterin: 2023, 2024
- slowenische Pokalsiegerin: 2023
- Goldmedaille bei der U-17-Europameisterschaft: 2011
- Silbermedaille bei der U-18-Weltmeisterschaft: 2012
- Goldmedaille bei der U-19-Europameisterschaft: 2013
- Silbermedaille bei der U-20-Weltmeisterschaft: 2014
- Goldmedaille bei den Olympischen Spielen: 2016
- Silbermedaille bei den Olympischen Spielen: 2020
- Silbermedaille bei der Europameisterschaft: 2018

### Auszeichnungen

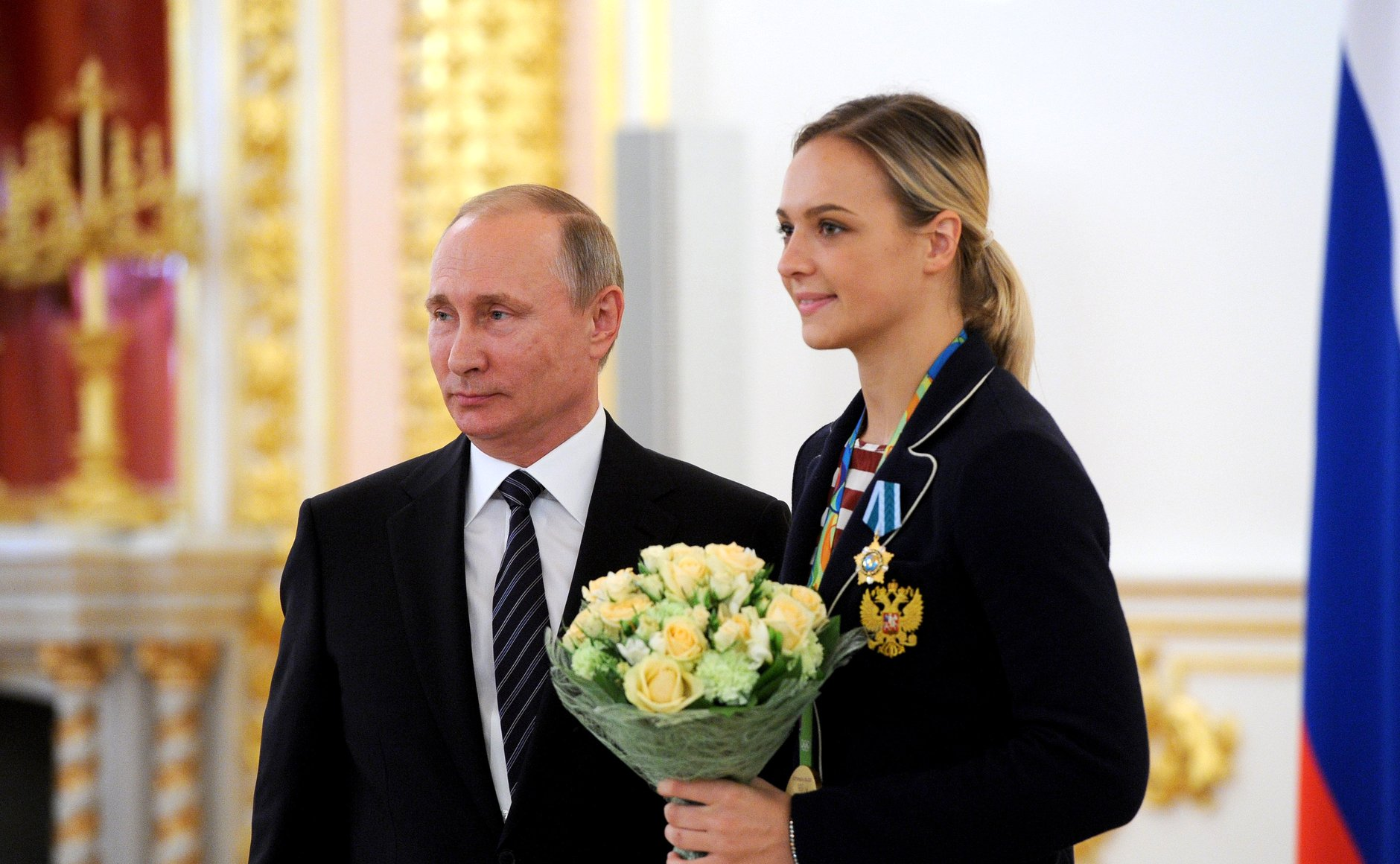
Dmitrijewa beim Erhalt des Ordens der Freundschaft mit Wladimir Putin

- Wahl in das Allstar-Team: 2013 (U-19-EM), 2014 (U-20-WM), 2016 (Olympia)
- Orden der Freundschaft: 2016[33]
- Verdienstorden für das Vaterland: 2021[34]

## Sonstiges
Darja Dmitrijewa ist verheiratet. Sie hat 2016 ihr Studium an der Staatlichen Universität für Architektur und Bauwesen Wolgograd abgeschlossen.